# Хојерсхаузен
Хојерсхаузен (њем. Hoyershausen) општина је у њемачкој савезној држави Доња Саксонија. Једно је од 40 општинских средишта округа Хилдесхајм. Према процјени из 2010. у општини је живјело 501 становника. Посједује регионалну шифру (AGS) 3254038.

## Географски и демографски подаци
Хојерсхаузен се налази у савезној држави Доња Саксонија у округу Хилдесхајм. Општина се налази на надморској висини од 139 метара. Површина општине износи 15,3 km². У самом мјесту је, према процјени из 2010. године, живјело 501 становника. Просјечна густина становништва износи 33 становника/km².